# 王甫乡
王甫乡，是中国甘肃省天水市秦安县下辖的一个乡镇级行政单位。

## 行政区划
王甫乡共辖以下地区：
王甫村、阳洼村、梁岘村、马庄村、五营村、半墩村、冯员村、曹湾村、冯沟村、罗店村、罗孟村、冯堡村、岳谢村、郭岔村、崔岔村、贾岔村、芦胡村、杨崖村、周岔村、连湾村、高湾村、郭集村、榆木村、坡洼村、大寺村、青林村、庞河村、邵庄村、张咀村、师山村。